# Stockholms domkyrkodistrikt
Stockholms domkyrkodistrikt er et svensk folkeregisterdistrikt i Stockholms kommune og Stockholms län.
Distriktet ligger dels i den centrale del af Stockholms innerstad, dels i den sydlige del af Norrmalm samt i den nordlige del af Södermalm, og distriktet blev opretter den 1. januar 2016.
Distriktet omfatter bl.a. bydelene Gamla stan og Riddarholmen.
I distriktet ligger Storkyrkan, som er hovedstadens domkirke, Klara Kirke (Klara kyrka), der drives af Evangeliska Fosterlandsstiftelsen, og Jacobs kyrka ved Kungsträdgården på Norrmalm.
59°19′33″N 18°04′13″Ø / 59.32583°N 18.07028°Ø